# Carsten K. W. De Dreu

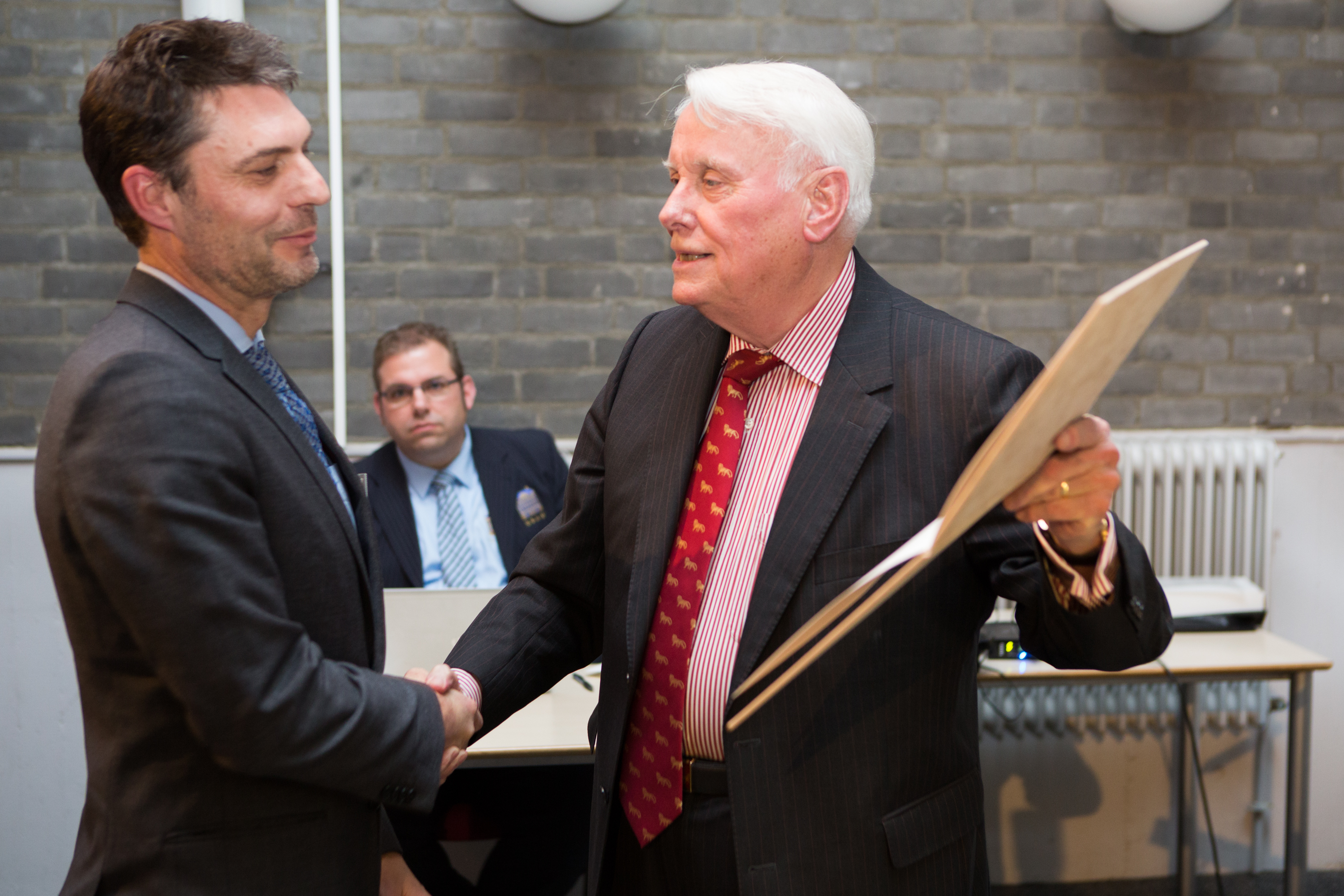
De Dreu (links) empfängt den Dr.-Hendrik-Muller-Preis (2015)

Carsten Karel Willem De Dreu (* 6. Juli 1966) ist ein niederländischer Verhaltensforscher, Psychologe und Verhaltensökonom. Er lehrte an der Universität von Amsterdam und ist Professor an der Universität Leiden und Mitglied der Königlich Niederländischen Akademie der Künste und Wissenschaften (KNAW). 
De Dreu promovierte 1993 in Sozial- und Organisationspsychologie an der Universität Groningen (Dissertation: Gain-loss frames in bilateral negotiation: Concession aversion following the adoption of other's communicated frame) und war als Post-Doktorand an der Universität Groningen und der Universität Amsterdam (ab 1996) als Stipendiat (Fellow) der niederländischen Akademie der Wissenschaften (1994 bis 1999). Er war 1998 bis 2015 Professor für Arbeits- und Organisationspsychologie an der Universität Amsterdam. Er ist Professor an der Universität Leiden und am Center for Experimental Economics and Political Decision Making (CREED) der Universität Amsterdam. Außerdem ist er Distinguished Research Fellow an der Universität Oxford und lehrte er an der Yale University, der Carnegie Mellon University und der Katholischen Universität Löwen.
Er forschte besonders auf den Gebieten Konflikt, Verhandlungsprozesse, Kreativität und Innovation und Entscheidungsprozessen.
De Dreu war Präsident der European Association of Social Psychology (2008–2011) und der International Association for Conflict Management (2000–2002).
2015 erhielt er den Hendrik Muller Preis der KNAW. Für 2018 wurde De Dreu der Spinoza-Preis zugesprochen, die höchste wissenschaftliche Auszeichnung der Niederlande.

## Schriften (Auswahl)
- C. K. W. De Dreu, L. L. Greer, M. J. J. Handgraaf, S. Shalvi, G. A. Van Kleef, M. Baas, F. S. Ten Velden, E. Van Dijk, S. W. W. Feith: The neuropeptide oxytocin regulates parochial altruism in intergroup conflict among humans. In: Science. Band 328, 2010, S. 1408–1411.
- M. Baas, C. K. W. De Dreu, B. A. Nijstad: A meta-analysis of 25 years of research on mood and creativity: Hedonic tone, activation, or regulatory focus ? In: Psychological Bulletin. Band 134, 2008, S. 779–806.
- D. Van Knippenberg, C. K. W. De Dreu, A. C. Homan: Work group diversity and performance: An integrative review and research agenda. In: Journal of Applied Psychology. Band 89, 2004, S. 1008–1022.
- G. A. Van Kleef, C. K. W. De Dreu, A. S. R. Manstead: The interpersonal effects of anger and happiness in negotiations. In: Journal of Personality and Social Psychology. Band 86, 2004, S. 57–76.
- C. K. W. De Dreu, L. R. Weingart: Task Versus Relationship Conflict, Team Performance and Team Member Satisfaction: A Meta-analysis. In: Journal of Applied Psychology. Band 88, 2003, S. 741–749.
- C. K. W. De Dreu, M. A. West: Minority dissent and team innovation: The importance of participation in decision making. In: Journal of Applied Psychology. Band 86, 2001, S. 1191–1201.
- C. K. W. De Dreu, L. R. Weingart, S. Kwon: Influence of social motives on integrative negotiation: A meta-analytical review and test of two theories. In: Journal of Personality and Social Psychology. Band 78, 2000, S. 889–905.